# Spinning Around
A Spinning Around című dal az ausztrál énekesnő és dalszerző Kylie Minogue első, kimásolt kislemeze hetedik Light Years című stúdióalbumáról, mely 2000. június 19-én jelent meg a Mushroom és Parlophone kiadóknál. A dalt Ira Shickman, Osborne Bingham, Kara DioGuardi és Paula Abdul írta. A dalt eredetileg Abdul saját albumára szánta, de Minogue kapta, miután a terv nem valósult meg. A Mike Spencer által készített diszkó-hatású dance-pop dal Ausztráliában és az Egyesült Királyságban jelent meg. Lírailag a dal az újrafeltalálás témájával foglalkozik, Minogue azt állította, hogy megváltozott, mint ember, és tanult a múltból.
Megjelenésekor a „Spinning Around” kedvező kritikákat kapott a zenekritikusoktól, akik kiemelték az album egyik csúcspontjaként, és dicsérték Minogue-t, amiért visszatért jellegzetes zenei stílusához. Kereskedelmi szempontból a dal sikeres volt, és Minogue „visszatérő” kislemeze lett, miután előző stúdióalbuma az Impossible Princess (1997) kritikái és kereskedelmi sikerei csalódást okoztak. Az ausztrál kislemezlistán az első helyezést érte el a dal, és Minogue első listavezető dala lett az 1994-es „Confide in Me” óta. A kislemez az első helyen debütált az Egyesült Királyságban is, ahol ez lett az első kislemeze, amely a lista élére került azóta, hogy a „Tears on My Pillow” 1990-ben elérte ugyanezt a helyezést. Másutt is sikeres volt a dal, és Top 5-ös helyezést ért el Horvátországban, Csehországban, Írországban, Új-Zélandon, és Oroszországban is. A „Spinning Around” arany, és platina kitüntetést kapott Ausztráliában, illetve az Egyesült Királyságban is. A dal elneyerte a 2000-es ARIA Music Awards-díjat a „Legjobb Popdal Megjelenés” kategóriában.   
A Dawn Shadforth által rendezett „Spinning Around” videoklipben Minogue táncol és szórakozik egy éjszakai klubban. Népszerűvé vált az arany nadrágok miatt, amelyet a legtöbb jelenetben viselt, és ennek köszönhetően a média széles körben foglalkozott vele. A melegnadrágot „ikonikusnak” tartják, és Minogue divatját bemutató kiállításon mutatták be. A „Spinning Around”-ot Minogue minden turnéja során előadta, az Anti Tour kivételével. 2003-ban a Q magazin a „Spinning Around”-ot a 90. helyre sorolta a „1001 Legjobb Dal” listáján.

## Előzmények és felvételek
1997-ben Minogue kiadta hatodik stúdióalbumát, az Impossible Princess-t. Az album drasztikus változást jelentett az énekesnő zenei irányzatában, jellegzetes dance-pop stílusairól az elektronika és a pop rock elemei felé mozdult el. Ez volt a második albuma, melyet a brit Deconstruction kiadó jelentetett meg, és sikert aratott szülőhazájában, Ausztráliában, mellyel a negyedik helyezést érte el az ARIA albumlistán. Az Egyesült Királyságban az Impossible Princess kevésbé volt sikeres, mint Minogue korábbi albumai, és a 10. helyet érte el a brit albumlistán. A lemez az Egyesült Királyságban is rossz kritikákat kapott, mivel a kommentátorok kritizálták eltérő zenei megközelítését, és sokan azt is gondolták, hogy Minogue karrierje véget ért. Annak ellenére, hogy Minogue sikeres promóciós turnéba kezdett, 1999-ben a Deconstruction kiadót elhagyta, és leszerződött egy másik brit lemezkiadóhoz, a Parlophone-hoz.
Különféle megbeszélés után Minogue úgy döntött, hogy azt csinálja ami a „legjobb” volt, és felvesz egy egyszerű popalbumot diszkó és europop stílusban Light Years címmel. A „Spinning Around” az album nyitó dalaként szerepelt, Ira Shickman, Osborne Bingham, Kara DioGuardi, és Paula Abdul szerzeményét, melynek a producere Mike Spencer volt. Abdul Brad Beckerman ruhatervezőtől való válására alapozta a dalt, és eredetileg saját stúdióalbumára készült, de Minogue megkapta, miután az album nem készült el. A dal volt az első jelentős dalszerző projekt DioGuardi számára, akinek korábban nem ajánlottak fel jelentősebb projekteket. A Light Years fejlődését tárgyaló interjúban Minogue elárulta, hogy a dalt eredetileg demóként találta meg New York-ban az A&R vezetője, Jamie Nelson, aki úgy gondolta, hogy „tökéletes” lenne az énekesnő számára. A demó meghallgatása után Minogue beleegyezett a felvételbe, és úgy érezte, hogy a dalban megvan a potenciál, hogy sláger legyen belőle. Ezután a „Spinning Around” az album vezető kislemezeként 2000. június 19-én jelent meg Ausztráliában és az Egyesült Királyságban is.

## Összetétel
A Light Years legtöbb dalához hasonlóan a "Spinning Around" egy dance-pop dal, amely a diszkózene kiemelkedő hatásával rendelkezik. A BMG Rights Management által a Musicnotes oldalon közzétett dal kottája szerint f♯-moll hangnemben komponált, mérsékelt, 120 BPM/perc ütemű dal. Minogue hangterjedelme az F3 mély hangtól a C5 magas hangjáig terjed. Az újrafeltalálás témájával foglalkozva a dalszöveg kijelenti, hogy Minogue megváltozott, és tanult múltbéli hibáiból. A dal olyan sorokat tartalmaz mint: "I'm spinning around/Move out of my way ... I'm not the same" and "Mistakes that I made have given me the strength to really believe." (Pörgök, menj el az utamból...nem vagyok ugyanaz, és az általam elkövetett hibák erőt adtak ahhoz hogy valóban higyjek"). A dal szövegének elemzése sirán Pom Avoledo a Blogcritics munkatársa azt írta, hogy Minogue figyelmet követel a dalban a személyiségében bekövetkezett változásokra, és azt állítja, hogy az emberek értékelik ezeket, a "I know you're feelin[g] me [be]cause you like it like this." (Tudom, hogy úgy érzed, hogy (legyek) a sorban, mert neked ez így tetszik) Az első versszak azzal foglalkozik, hogy Minogue megszabadítja magát múltja tárgyaitól, és szimbólumaitól, és újrakezdi, amit a következő sorok bizonyítanak: "Threw away my old clothes, got myself a better wardrobe." (Eldobtam a régi ruháimat, szereztem magamnak egy jobb ruhásszekrényt). A kritikus úgy érezte, hogy a második versszakban Minogue szembesül hibáival, és elfogadja magát olyannak, amilyen. Chris True (Allmusic) úgy érezte, hogy a dalszövegen keresztül Minogue elismerte, hogy az "Impossible Princess" 1997-es kiadása nem volt a legjobb döntés.

## Kritikák
A "Spinning Around" kedvező kritikákat kapott a zenekritikusoktól. Chris True (Allmusic) kiemelte az albumról a dalt, és azt mondta, hogy "szórakoztató és vonós kijelentés volt arról, hogy 1997-ben hibázhatott. Pom Avoledo dicsérte Minogue-t, amiért visszatért jellegzetes stílusához, és dicsérte, amiért az elegancia és az érzékiség illatát adta a "Spinning Around"-nak, ami hiányzott korábbi anyagából". Siobhan Grogan az NME-től pozitívan értékelte a dalt, és a dal refrénjét részesítette előnyben, és dicsérte Minogue-t, mert visszatért ahhoz, amit a legjobban tud. A kritikus úgy érezte, hogy a dal sláger lesz a melegklubokban, és megjegyezte, hogy a dal ugyanabból a pezsgő, szédítő disco-popból készült, amely Kylie-t híressé tette. Gary Crossing a Yahoo!-tól vegyek kritikákat adott a Light Years-nek mert úgy érezte, hogy a "Spinning Around" az egyik legjobb dal az albumról, és "siklós kis dalnak" nevezte. Oliver Pometsey a GQ-tól Minogue egyik legikonikusabb dalának tartotta, és arra a következtetésre jutott, hogy a "funky basszusgitártól az arany rövidnadrágokig popkirálynőnk nem tért vissza a slágerlistákra, hogy játsszon, hanem uralkodni jött".
Minogue 2004-es legnagyobb slágeres gyűjteményéről az Ultimate Kylie-ról írt Jason Shawahn az about weboldaltól, és méltatta a "Spinning Around" és más Light Years dalok felvételét, melyeket áldásnak nevezett a hazai zenefogyasztók számára, mivel ez a lemez soha nem találta meg az utat a hivatalos amerikai kiadáshoz, bár minden Minogue sláger-gyűjteménynél egyszerűen meg kell nézni, mi van a lemezen, szemben azzal ami nincs rajta. A 14. ARIA Music Awards díjkiosztón 2000-ben a "Spinning Around2 elnyerte a "Best Pop Relase" díjat. A Billboard-tól Jason Lipshutz elmondta, hogy "az énekesnő visszatért az egyszerű pophoz, az 1997-es ambiciózus Impossible Princess után, és némi diszkó dübörgéssel egy különösen szédítő hatást keltett". Minogue egyik "máig legkönnyebb slágerének" nevezte a dalt. Louis Vartel a NewNowNext LMBT orientált weboldalról a "legmenőbb legfelszabadultabb táncos opuszának" nevezte. Az énekesnő 48 legjobb dalát tartalmazó listáján a 7. helyre tette a dalt az énekesnő 48. születésnapja alkalmából. A Herald Sunnak írt Cameron Adams a 42. helyre sorolta az énekesnő legjobb dalait tartalmazó listáján, 50. születésnapja tiszteletére, majd ezt mondta: "Ne feledjük, akkoriban, amikor sokan azt hitték, hogy Kylie karrierje véget ért, egy 70-es éveket átitatott diszkó pop dallam volt az ideális módja Minogue újrakalibrálásának.

## Kereskedelmi sikerek
A dal kereskedelmi sikert aratott. Ausztráliában az Ausztrál Hanglemezipari Szövetség (ARIA) arany minősítéssel díjazta a megjelenés előtt, az előrendelések alapján. A lista 2000. július 2-i dátumán az első helyen debütált az ausztrál kislemezlistán. A következő héten az 5. helyre esett vissza, és összesen négy egymást követő héten maradt Top 10-es helyezés. Ez volt Minogue első számú kislemeze az országban, a hat évvel korábban kiadott "Confide in Me" óta. A "Spinning Around" összesen 12 hétig volt slágerlistás helyezett. Az (ARIA) később platina minősítéssel díjazta az eladott 70.000 példányszámú eladás alapján. A dal Új-Zélandon is jól szerepelt, a RIANZ kislemezlistáján a 8. helyen majd a 2. helyen végzett. Összesen tizenhét hetet töltve a listán, és az Új-Zélandi Hanglemezkiadók Szövetsége (RIANZ) arany minősítéssel jutalmazta a 7500 eladott példányszámú eladások alapján.
Az első héten több mint 82.000 darabot adtak el a kislemezből. A "Spinning Around" a 2000. július 1-i slágerlistán debütált a brit kislemezlistán, amivel Minogue első számú kislemeze lett egy évtizeden belül. Korábbi listavezető kislemeze a Tears on My Pillow volt a második stúdióalbumról, az Enjoy Yourself-ről 1989-ben, amely ugyanezt a helyezést érte el. A "Spinning Around" volt Minogue ötödik első helyezést elért kislemeze az Egyesült Királyságban. Minogue egyike volt annak a két művésznek, akinek három egymást követő évtizedben első helyezést elért kislemeze volt, melyet a 80-as évek, 90-es évek és a 2000-es években érte el. A másik előadó aki ezt a kitüntetést birtokolja, Madonna akinek az Ameerican Pie című dala 2000 márciusában a brit kislemezlista élére került. A "Spinning Around" két hétig volt Top 10-es helyezett, és nyolc hétig volt Top 40-es helyezés. A BPI arany minősítéssel jutalmazta a 400.000 eladott példányszámot. 2014 márciusáig a kislemezből 300.000 darabot adtak el az országban az Official Charts Company szerint. A "Spinning Around" Minogue sikeres visszatérése volt, és a Light Years albummal együtt elősegítette karrierjének újraindulását.

## Videoklip

### Összetétel és áttekintés
A "Spinning Around" című dalhoz a klipet Dawn Shadforth rendezte. Mivel a dal Minogue visszatérő kislemeze volt, és az Impossible Princess után a popzenébe való "döntő visszatérés", a videó nem tartalmazott semmilyen sötét témát, és határozottan a táncra, a szórakoztatásra, és a szabadságra helyezte a hangsúlyt. A videó Minogue lábának felvételével kezdődik, amint egy diszkószerű környezetbe lép, majd egy férfival táncol a padlón, akivel később flörtöl a kanapén. A videóban végigfutnak azok a jelenetek, amikor egy bárban és előtte táncol, és neonkék valamint arany fényárban úszik. A legtöbb felvétel Minogue testére fókuszál, és több jelenetben is aranyszínű rövidnadrágot visel.

### Öröksége
Megjelenését követően a klip népszerűvé vált Minogue arany rövidnadrágja miatt. Ez médiaszenzációt eredményezett a fenekével kapcsolatban. A The Sunday Times brit nemzeti lap a fenekét a "természet csodájának" ítélte. A The Sun pedig egy kampányt szponzorált, hogy Kylie Minogue hátulsó örökségeit felvegyék a listára, és megőrizzék az "utókor számára" azzal az indokkal, hogy ez a természet csodája. Kiemelkedő természetes szépség. A bulvárlap arra kérte az olvasókat, hogy győzzék meg a kormányt, hogy Minogue feneke biztonságos kezekben maradjon – nemzeti örökséggé alakítva. Pretykák és találgatások születtek arról, hogy Minogue plasztikai műtéten esett át, hogy a fenekét vonzóbbá tegye. Ugyanebben az évben Johnny Vaughan angol műsorszolgáltató, és újságíró megjegyezte, hogy "ha egy idegen landolna a Földön, azt gondolná, hogy Kylie a feneke a világ vezetőjének". Minogue stylistja és közeli barátja, William Baker elmagyarázta a döntését, hogy "bemutassa" a fenekét. A videóban ez állt: "Kylie feneke olyan, mint egy barack – szexuális, és a legjobb kincs a feneke". Az énekesnő a fenekével kapcsolatos figyelemre "szárazan reagált" és azt állította, hogy "Soha nem tudhatod, mit hoz a jövő, lehet hogy körte lesz belőle". A hírek szerint Minogue fenekét ötmillió dollárra biztosították.
A rövidnadrágot "ikonikusnak" tartották, és állítólag ez az oka annak, hogy a "Spinning Around" 2000-ben "zenei és vizuális himnusz lett". A ruhadarabokat, és a nadrágot Katerina Jobb brit művész és fotós 50 pennyért vásárolta egy bolhapiacon, és csak a forgatás előtti este választották ki a videóban való felhasználásra, pedig Minogue korábban már egy weboldal fotózáson viselte őket. Meglepte az általuk felkeltett figyelem, és így nyilatkozott: "Soha nem gondoltam volna, milyen hatással lesz egy 50 penny-s nadrág". Azt is elmondta, hogy a nadrág leleplező jellege miatt elbizonytalanodott a forgatás alatt, és azt mondta: "Tulajdonképpen én nem voltam magabiztos benne, és ez egy őrült dolog, de eléggé öntudatos voltam, és folyton magam köré csavartam a köntöst a forgatáson, és aztán eldobtam. A ruhadarabot gyakran emlegetik: "azok a rövidnadrágok" melyek az énekesnő életerejének és fiatalosságának szimbólumává váltak. Az egyik védjegyeként emlegetett megjelenésnek tartott öltözéket, amelyet a zenei videóban viselt, a Kylie: The Exhibition kiállításon mutatták be, amely "Kylie karrierje során gyűjtött jelmezeket és emléktárgyakat mutatott be" a londoni Victori és Albert Múzeumban. Az angol kiállításhoz hasonlóan Sydney-ben is nyílt egy ugyanilyen a Powerhouse Múzeumban. A videóról készült képek bekerültek Minogue hivatalos divatfotós könyvébe a Kylie /Fashionba is, amely 2012. november 12-én adott ki Thames és Hudson, hogy megünnepeljék Minogue 25. éves zenei pályafutását. 2014 februárjában Minogue szülővárosában, Melbourne-ben, a Művészeti Központ Performing Arts Collection múzeumának adományozta az arany színű rövidnadrágot.

## Élő előadások

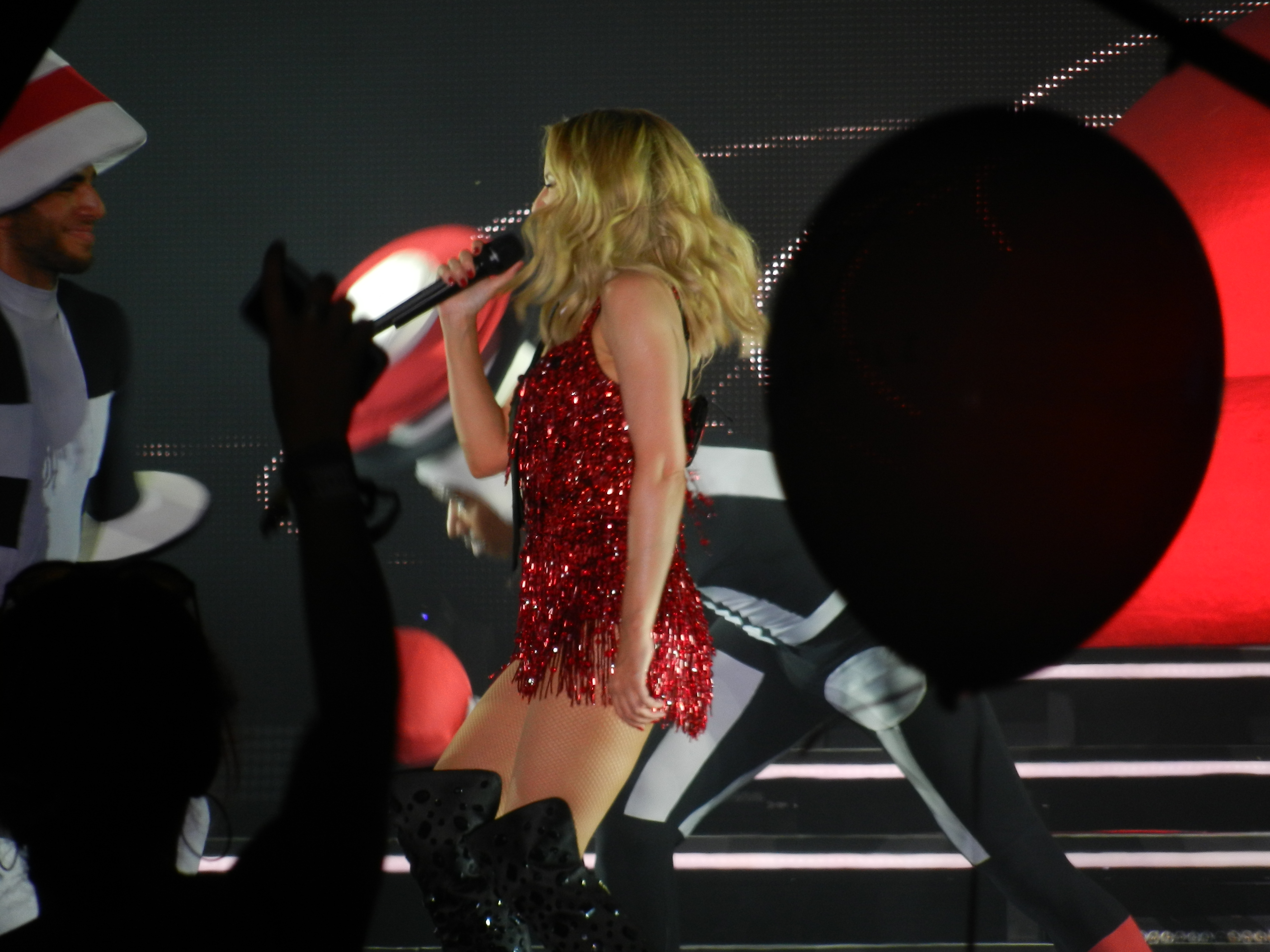
Minogue előadja a dalt a 2015-ös Summer Tour részeként.

2000. június 30-án Minogue előadta a "Spinning Around" című dalt a brit Top of the Pops című műsorban. A dalt másodszor is előadta július 7-én. 2000. október 18-án Minogue előadta a dalt a 2000. évi nyári paralimpia megnyitóján. 2001. augusztus 2-án a dalt a BBC Radio 1 One Big Sunday című műsorában is előadta Leicesterben, az Egyesült Királyságban a Can’t Get You Out of My Head című dallal együtt. Az előadáson fekete puha sapkát, ujjatlan pólót (Marilyn Monroe képével), egy térdig érő fekete csizmát, és mindkét combján nyitott cipzáras nadrágot viselt. A "Spinning Around" szerepelt Minogue egyszeri, Money Can't Buy című koncertműsorának az "On Yer Bike" című felvonásában, amelyet 2003. november 15-én tartottak. 2012. június 4-én a "Spinning Around" című dalt énekelte a Buckingham-palota előtt megrendezett Diamond Jubilee koncerten, amelyet II. Erzsébet brit királynő tiszteletére rendeztek. Minogue gardróbja egy gyöngyházzal kirakott fekete kabátból, és kalapból állt. A Flawless tánccsoport, a Britain’s Got Talent brit televíziós műsor döntősei Minogue háttértáncosaiként szolgáltak. A 2012-es The Abbey Road Sessions című album népszerűsítése érdekében fellépett a Proms in the Park rendezvényen a londoni Hyde Parkban. A dal ezen változatát kizárólag ezen az eseményen adták elő, mivel nem szerepel az album számlistáján.

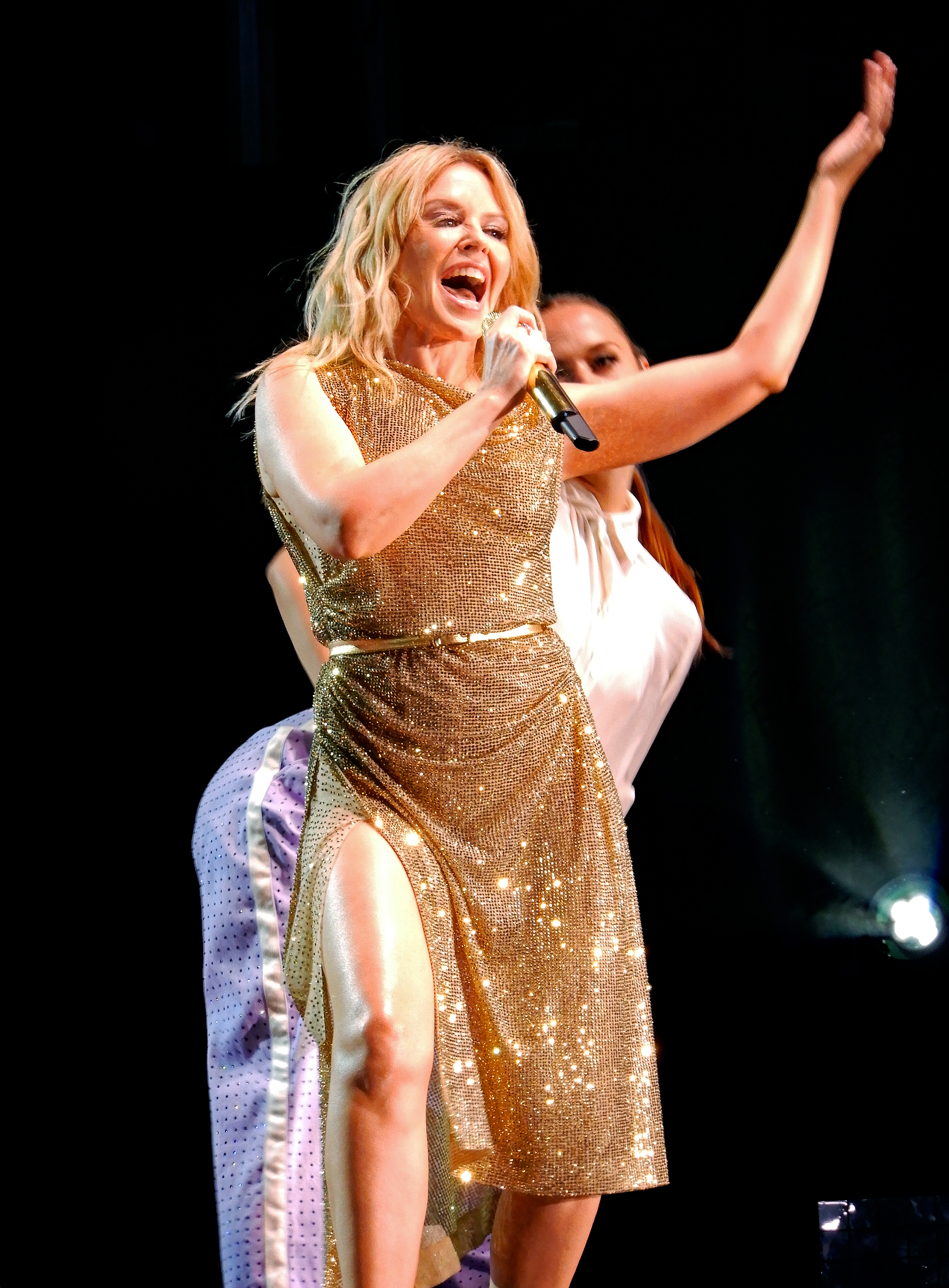
Minogue előadja a dalt a Golden Tour (2015) és a Summer Tour (2019) részeként arany színű ruhában.

Megjelenése óta a "Spinning Around" Minogue minden koncertturnéjának setlistáján szerepelt, kivéve a 2012-es Anti Tourt. Ez volt az On a Night Like This turné ráadás szegmensének utolsó előadása, amelyet a Light Years 2001-es népszerűsítésére indítottak. Minogue és kisérő táncosai a 80-as évek közepét idéző ruhákba öltöztek a dal előadása közben. A dalt a KylieFever2002 turné "Droogie Nights" felvonása során adták elő. A dalt Minogue 2005-ben adta elő a Showgirl: The Greatest Hits Tour részeként. A dal ezen változatában a "Finally" című CeCe Peniston féle dal zongora riffje szeepelt. Minogue nem tudta befejezni a turnét, mivel korai mellrákot diagnosztizáltak nála, és le kellett mondania a turné ausztráliai szakaszát. A kezelés és gyógyulás után 2007-ben folytatta a koncertturnéját a Showgirl: The Homecoming Tour formájában, és előadta a "Spinning Around" című dalt is előző kislemezei a Shocked és a What Do I Have to Do című dalokkal együtt. A dalt a KylieX2008 turné "Beach Party" felvonásának részeként adták elő, ahol Minogue flitteres tengerésznek volt öltözve.
A "Spinning Around" a Shocked, a What Do I Have to Do és a Step Back in Time egyvelegét a "For You for Me Turné során adta elő 2009-ben, Minogue első Észak-Amerikai túrnéján. A cilinderben és fekete krinolinba öltözött Minogue 2011-ben az Aphrodite: Les Folies Tour során is előadta a dalt. Minogue 2014-ben a Commonwealth Games záróceremóniáján előadta a "Spinning Around" című dalt egy hét dalból álló szett részeként. A dalt Minogue a Kiss Me Once Tour és Summer Tour részeként adta elő 2014-ben, és 15-ben, a "Step Back in Time" című dalt követően, ahol Minogue csillogó fűzőt és kabátot viselt, nyakkendővel és combig érő csizmával párosítva. A 2018-2019-es Golden Tour alkalmával a "Spinning Around" című dalt a Studo 54-ben mutatták be, ahol Minogue-t egy csillogó arany ruhába öltöztetve táncosok vették körül. A The Guardiannak írt Alexandra Spring úgy érezte, hogy az énekesnő az előadás során "örül, hogy a híres alsót a reflektorfénybe helyezheti". A dal ezután felkerült Minogue 2019-es Summer Tour turnéjára, ahol Cheryl Linn "Got to Be Real" című 1978-as dalával remixelték, és az egyik zárószámként adták elő. Az előadáson szivárványszínű konfettit zúdítottak a tömegbe, melyet Dan Stubbs az NME-től "teljes ünneplésnek" titulálta.

## Formátumok és számlista
| - Ausztrália, Új-Zéland, és UK CD1 1. "Spinning Around" – 3:27 2. "Spinning Around" (Sharp vocal mix) – 7:06 3. "Spinning Around" (7th Spinnin' Dizzy dub) – 5:20 4. "Spinning Around" (video) - Ausztrália, Új-Zéland és UK CD2 1. "Spinning Around" – 3:28 2. "Cover Me with Kisses" – 3:08 3. "Paper Dolls" – 3:34 - Új-Zéland kazetta single 1. "Spinning Around" – 3:27 2. "Spinning Around" (Sharp vocal mix) – 7:06 - UK kazetta single 1. "Spinning Around" – 3:28 2. "Spinning Around" (Sharp Double dub) – 7:08 | - Francia CD single 1. "Spinning Around" – 3:28 2. "Cover Me with Kisses" – 3:06 - Európai CD maxi-single 1. "Spinning Around" – 3:27 2. "Cover Me with Kisses" – 3:07 3. "Paper Dolls" – 3:35 4. "Spinning Around" (Sharp vocal mix) – 7:04 5. "Spinning Around" (video) - Digitális letöltés 1. "Spinning Around" (7th Spinnin' Dizzy dub) – 5:27 2. "Spinning Around" (live at Manchester Aréna, 4 May 2002) – 4:15 3. "Spinning Around" (Sharp Double dub) – 7:08 |

## Slágerlista
| Slágerlista (2000)                    | Legjobb helyezések |
| ------------------------------------- | ------------------ |
| Ausztrália (ARIA)                     | 1                  |
| Belgium (Ultratop 50 Flanders)        | 35                 |
| Belgium (Ultratop 50 Wallonia)        | 39                 |
| Croatia (HRT)                         | 2                  |
| Czech Republic (IFPI)                 | 4                  |
| Denmark (IFPI)                        | 20                 |
| Europe (Eurochart Hot 100)            | 7                  |
| Franciaország (Single Top 100)        | 28                 |
| Németország (Media Control Charts)    | 62                 |
| Hungary (Mahasz)                      | 1                  |
| Iceland (Íslenski Listinn Topp 40)    | 7                  |
| Írország (IRMA)                       | 4                  |
| Hollandia (Top 40)                    | 30                 |
| Hollandia (Single Top 100)            | 31                 |
| Új-Zéland (Recorded Music NZ)         | 2                  |
| Russia Airplay (InterMedia)           | 4                  |
| Skócia (Scottish Singles Top 40)      | 1                  |
| Svédország (Sverigetopplistan)        | 42                 |
| Svájc (Schweizer Hitparade)           | 34                 |
| Egyesült Királyság (UK Singles Chart) | 1                  |

| Slágerlista (2000)                 | Helyezések |
| ---------------------------------- | ---------- |
| Australia (ARIA)                   | 28         |
| Iceland (Íslenski Listinn Topp 40) | 62         |
| Ireland (IRMA)                     | 52         |
| New Zealand (Recorded Music NZ)    | 24         |
| UK Singles (OCC)                   | 46         |

## Minősítések
| Régió | Minősítés | Eladott példányszám |
| --- | --------- | ------------------- |
| Ausztrália (ARIA)                                                                                                  | platina   | 70 000^             |
| Új-Zéland (RMNZ)                                                                                                   | arany     | 5 000*              |
| Egyesült Királyság (BPI)                                                                                           | arany     | 400 000^            |
| * Eladási példányszámok kizárólag a minősítés alapján. ^ Kiszállítási példányszámok kizárólag a minősítés alapján. |           |                     |

## Külső hivatkozások
- Kylie Minogue hivatalos honlapja (angol nyelven)